# Iñaki Bea
Iñaki Bea Jauregi (Amurrio, 27 giugno 1978) è un allenatore di calcio ed ex calciatore spagnolo, di ruolo centrocampista, tecnico del Gimnástica Segoviana.

## Carriera

### Club
Dopo aver cominciato la carriera nelle categorie inferiori con squadre dei Paesi Baschi, passa prima al Real Murcia in quarta divisione, poi al Lorca Deportiva CF con cui debutta in seconda divisione.
Successivamente viene acquistato dal Real Valladolid con cui, il 28 ottobre 2007, debutta in Liga nel pareggio esterno per 2-2 contro l'Osasuna.
Nel luglio 2009 ritorna al Real Murcia nella Segunda División spagnola.
Nell'estate successiva passa al Wacker Innsbruck, con cui debutta in Bundesliga il 18 luglio 2010 nell'ampia vittoria contro il Rapid Vienna per 4-0. Il 22 settembre seguente trova la prima rete in terra austriaca contro il Kapfenberger.

### Allenatore
Dopo il ritiro dal calcio giocato, ha iniziato a lavorare come vice di José Luis Mendilibar al Levante e all'Eibar, prima di essere nominato CT della nazionale dominicana nel marzo 2022.